# Danganronpa: Trigger Happy Havoc
Danganronpa: Trigger Happy Havoc (ダンガンロンパ 希望の学園と絶望の高校生 Danganronpa: Kibō no Gakuen to Zetsubō no Kōkōsei?) är ett visuell roman-äventyrsspel som utvecklades av Spike till Playstation Portable, IOS och Android. En remake av Danganronpa och dess uppföljare släpptes till Playstation Vita i Japan under namnet Danganronpa 1・2 Reload den 26 oktober 2013.
Danganronpa: Trigger Happy Havoc gavs först ut i Japan den 25 november 2010 av Spike, och Nippon Ichi Software gav ut Playstation Vita-versionen av det första spelet på engelska med både engelskspråkiga och japanskspråkiga röster i Nordamerika den 11 februari 2014 och i Europa den 14 februari samma år. Playstation Vita-versionen gavs även ut i Kina på kinesiska med japanskspråkiga röster den 16 januari 2014. En version för datorer gavs ut via Steam den 18 februari 2016.

## Spelmekanik

### Vardagslivet
Danganronpa: Trigger Happy Havoc har två distinkta spelsätt, nämligen vardagsliv och klassrättegång. Vardsagslivet liknar en traditionell visuell roman, där spelaren i rollen som Makoto Naegi utforskar skolan Hope's Peak Academy i syfte att lösa dess mysterier och hitta en väg ut. Spelaren navigerar genom skolbyggnaden i ett förstapersonsperspektiv som växlar mellan fri 3D-rörelse i korridorer och ett traditionellt "peka-klicka"-upplägg inuti rum. Makoto kan umgås med andra elever för att lära känna dem bättre, vilket även ger fördelar i form av nya förmågor att använda under en klassrättegång. För att underlätta detta kan spelaren använda Monocoins (spelets valuta) för att köpa på sig presenter att ge bort, då dessa har chansen att ytterligare förbättra relationen till spelets karaktärer. När en karaktär blir mördad inleds en undersökning där Makoto måste säkra bevis inför rättegången, likt Ace Attorney-spelen.

### Klassrättegång
Efter att bevis har säkrats börjar en klassrättegång, där karaktärerna ska lägga fram argument och bevis för att få fram vem i gruppen som är mördaren. Utöver vanlig dialog med flervalsfrågor består rättegångarna av fyra stycken minispel: Nonstop Debate, Hangman's Gambit, Bullet Time Battle och Closing Argument.

#### Minispel

##### Nonstop Debate
Nonstop Debate (översättning: Oändlig debatt) påminner som rättegångarna i Ace Attorney, men med mer arkadaktig spelmekanik. Deltagarnas argument flyger över skärmen och spelaren måste använda bevis som ammunition för att skjuta ned felaktiga element. Utöver detta gäller det också att filtrera bort onödiga kommentarer som kommer i vägen och längre fram i spelet behöver spelaren använda andras argument som egen ammunition, ifall den ammunition denne har inte räcker till för att bevisa en felaktighet.

##### Hangman's Gambit
Hangman's Gambit (översättning: Bödelns gambit) är, som namnet antyder, ett hänga gubbe-liknande minispel där spelaren ska pussla ihop ett ord eller en fras som är relevant till det aktuella diskussionsämnet genom att i rätt ordning skjuta ned de bokstäver som rör sig på skärmen.

##### Bullet Time Battle
Bullet Time Battle (översättning: Bullet time-strid)  inträffar när en av Makotos motståndare vägrar lyssna på honom och därför måste talas tillrätta. Detta görs genom att spelaren markerar de argument denne vill skjuta ned och sedan trycker på knappar i takt med musiken för att skjuta ned dem. För att göra det enklare kan man aktivera en bonus som låter en tillfälligt skjuta ned argument utan att bry sig om takten. Minispelet kan dessutom göras svårare av att motståndaren döljer taktindikatorn.

##### Closing Argument
Closing Argument (översättning: Slutplädering) återfinns i slutet av varje klassrättegång. Spelaren får se en enkel mangaserie som rekonstruerar mordet och där vissa rutor saknas. Det är då dennes uppgift att avgöra vilken av de saknade rutor som ska vara på vilken plats och på så sätt rekonstruera mordet från början till slut.

### Skolläge
Efter att spelaren har klarat av spelets berättelse låser denne upp skolläget, ett alternativt spelläge där ingen blir mördad. Här kan man lära känna sina klasskamrater bättre för att låsa upp nya förmågor till nästa genomspelning (eller bara för att ha roligt) och fokus ligger på att sätta klassen i arbete för att samla ihop resurser till Monokuma inom en viss tidsgräns.

## Röster
| Roll               | Japansk röst     | Engelsk röst                         | Källa  |
| ------------------ | ---------------- | ------------------------------------ | ------ |
| Makoto Naegi       | Megumi Ogata     | Bryce Papenbrook                     | [ 4 ]  |
| Monokuma           | Nobuyo Ōyama     | Brian Beacock                        | [ 5 ]  |
| Kyoko Kirigiri     | Yōko Hikasa      | Erika Harlacher                      | [ 6 ]  |
| Byakuya Togami     | Akira Ishida     | Jason Wishnov                        | [ 7 ]  |
| Touko Fukawa       | Miyuki Sawashiro | Amanda Celine Miller Erin Fitzgerald | [ 8 ]  |
| Sakura Ohgami      | Kujira           | Jessica Gee                          | [ 9 ]  |
| Aoi Asahina        | Chiwa Saitō      | Cassandra Lee Morris                 | [ 10 ] |
| Yasuhiro Hagakure  | Masaya Matsukaze | Kaiji Tang                           | [ 11 ] |
| Celestia Ludenberg | Hekiru Shiina    | Marieve Herington                    | [ 12 ] |
| Hifumi Yamada      | Kappei Yamaguchi | Lucien Dodge                         | [ 13 ] |
| Kiyotaka Ishimaru  | Kōsuke Toriumi   | Sean Chiplock                        | [ 14 ] |
| Mondo Ohwada       | Kazuya Nakai     | Keith Silverstein                    | [ 15 ] |
| Chihiro Fujisaki   | Kōki Miyata      | Dorothy Fahn                         | [ 16 ] |
| Leon Kuwata        | Takahiro Sakurai | Grant George                         | [ 17 ] |
| Sayaka Maizono     | Makiko Omoto     | Monica Rial                          | [ 18 ] |
| Junko Enoshima     | Megumi Toyoguchi | Amanda Celine Miller Erin Fitzgerald | [ 19 ] |

## Musik
Spelets soundtrack komponerades av Masafumi Takada, och släpptes på albumet Danganronpa Original Soundtrack. Nya arrangemang av låtarna, samt en radioteater, släpptes på Danganronpa Rearrange Soundtrack & Original Drama CD. Despair in Stereo, ett album med ett urval av låtar från Original Soundtrack och Rearrange Soundtrack, gavs ut som en del av spelets nordamerikanska limited edition-utgåva.

### Danganronpa Original Soundtrack
| 1.           | DANGANRONPA                                             | 1:36     |
| 2.           | Dangan Ronpa!                                           | 2:12     |
| 3.           | Punishment Rocket                                       | 0:54     |
| 4.           | Beautiful Days                                          | 4:02     |
| 5.           | Beautiful Dead                                          | 5:36     |
| 6.           | Class Trial Dawn Edition                                | 6:13     |
| 7.           | Mr. Monokuma's Extracurricular Lesson                   | 2:49     |
| 8.           | BOX 15                                                  | 4:04     |
| 9.           | Junk Food for a Dashing Youth                           | 4:17     |
| 10.          | DISTRUST                                                | 3:16     |
| 11.          | Thousand Knocks                                         | 1:34     |
| 12.          | Desire for Execution...                                 | 3:40     |
| 13.          | Living to the Fullest                                   | 4:21     |
| 14.          | Motorcycle Death Cage                                   | 1:12     |
| 15.          | Trial Underground                                       | 1:48     |
| 16.          | M.T.B.                                                  | 1:47     |
| 17.          | Discussion -BREAK-                                      | 3:55     |
| 18.          | Despair Pollution Noise Music                           | 0:10     |
| 19.          | Despair-Syndrome                                        | 3:19     |
| 20.          | Versailles Burning at the Stake Witch Hunt Preparations | 1:32     |
| 21.          | Weekly Despair Magazine                                 | 2:51     |
| 22.          | SUPER M.T.B.                                            | 2:28     |
| 23.          | Welcome Despair School                                  | 2:58     |
| 24.          | Shovel Master                                           | 0:46     |
| 25.          | Supplementary Lessons for the Unlucky                   | 1:44     |
| 26.          | Beautiful Morning                                       | 3:47     |
| 27.          | Climax Reasoning                                        | 4:09     |
| Total längd: | Total längd:                                            | 01:04:18 |

| 1.           | DANGANRONPA (DR Version)                 | 2:51     |
| 2.           | Momomomonokuma!                          | 0:15     |
| 3.           | Mr. Monokuma's Lesson                    | 3:45     |
| 4.           | Despair Syndrome                         | 3:46     |
| 5.           | SUPER FINAL M.T.B.                       | 2:09     |
| 6.           | BOX 16                                   | 5:31     |
| 7.           | Discussion -MIX- (EDGE Version)          | 4:31     |
| 8.           | Class Trial Turbulent Edition            | 3:52     |
| 9.           | Class Trial Solar Edition                | 4:40     |
| 10.          | Discussion -HEAT UP-                     | 4:13     |
| 11.          | Flashing Anagram                         | 3:34     |
| 12.          | Discussion -HOPE VS DESPAIR-             | 4:29     |
| 13.          | Supplementary Lessons for the Mysterious | 1:23     |
| 14.          | All All Apologies                        | 4:36     |
| 15.          | Super High School's Desperate Punishment | 1:18     |
| 16.          | Climax Return                            | 2:11     |
| 17.          | New World Order                          | 4:44     |
| 18.          | Goodbye Despair School                   | 4:11     |
| 19.          | Saisei -rebuild-                         | 5:03     |
| 20.          | Prologue - Credits                       | 0:18     |
| 21.          | Chapter 1                                | 0:15     |
| 22.          | Chapter 2                                | 0:14     |
| 23.          | Chapter 3                                | 0:20     |
| 24.          | Chapter 4                                | 0:18     |
| 25.          | Chapter 5                                | 0:17     |
| 26.          | Chapter 6                                | 0:21     |
| 27.          | Your and My Report Card                  | 0:07     |
| 28.          | Kotodama Get                             | 0:06     |
| 29.          | Present get                              | 0:06     |
| 30.          | Rare Present Get                         | 0:06     |
| 31.          | Mono-Mono Machine!                       | 0:06     |
| 32.          | Activation - Electronic Student Notebook | 0:07     |
| 33.          | That Person Saw It!                      | 0:08     |
| 34.          | Radio Exercise Ansatsuken                | 0:31     |
| 35.          | Phase Results                            | 0:06     |
| 36.          | Chapter Results                          | 0:07     |
| Total längd: | Total längd:                             | 01:10:46 |

### Despair in Stereo
| 1.           | Intro                                               | 0:09  |
| 2.           | Danganronpa (RX-Ver.S.P.L.)                         | 7:31  |
| 3.           | Danganronpa (Karaoke)                               | 2:55  |
| 4.           | Argument [BREAK] (RX-Ver.S.P.L.)                    | 3:56  |
| 5.           | Class Trial [THE SUN] (Prototype)                   | 1:49  |
| 6.           | Closing Argument (Extended Mix)                     | 5:29  |
| 7.           | And the Winner Is…                                  | 0:17  |
| 8.           | Pregame Punishment Rocket                           | 1:22  |
| 9.           | The Unforgettable 1,000 Blows                       | 1:30  |
| 10.          | My Heart's Cage of Death                            | 1:31  |
| 11.          | The Historic Burning of the Versailles Witch        | 1:36  |
| 12.          | An Excavator Destroyer, Perhaps                     | 0:52  |
| 13.          | Setting an Example - The Detention of the Unlucky   | 1:45  |
| 14.          | It’s Only Natural - The Detention of the Mysterious | 1:24  |
| 15.          | Very Possibly the Ultimate Punishment               | 1:01  |
| 16.          | GAME OVER                                           | 0:11  |
| Total längd: | Total längd:                                        | 33:18 |

## Mottagande

### Utmärkelser
| År   | Pris                                                                          | Resultat  | Källa         |
| ---- | ----------------------------------------------------------------------------- | --------- | ------------- |
| 2011 | Game Music Online – Best Score – Contemporary / Alternative                   | Nominerad | [ 20 ]        |
| 2014 | Gamasutra's Top Games of the Year 2014                                        | Vann      | [ 21 ]        |
| 2014 | Kotaku – The 12 Best Games For The Playstation Vita                           | Vann      | [ 22 ]        |
| 2014 | Dealspwn – Game of the Year Awards 2014 \| Best Portable Game                 | Vann      | [ 23 ]        |
| 2014 | High-Def Digest – Game of the Year 2014 – Handheld Gaming - Playstation Vita  | Vann      | [ 24 ]        |
| 2014 | Digital Spy – Game of the Year 2014                                           | 8:e plats | [ 25 ]        |
| 2015 | Game Informer Best of 2014 – Best Vita Exclusive                              | Vann      | [ 26 ]        |
| 2015 | Game Informer Best of 2014 – Best Adventure                                   | Vann      | [ 27 ]        |
| 2015 | Playstation.Blog – PS Vita Game of the Year 2014                              | Nominerad | [ 28 ] [ 29 ] |
| 2015 | Adventure Gamers – Best Story – läsarnas val                                  | 2:a plats | [ 30 ]        |
| 2015 | Adventure Gamers – Best Concept – läsarnas val                                | 2:a plats | [ 31 ]        |
| 2015 | Adventure Gamers – Best Console/Handheld Adventure (Exclusive)                | 2:a plats | [ 32 ]        |
| 2015 | Adventure Gamers – Best Console/Handheld Adventure (Exclusive) – läsarnas val | 2:a plats | [ 32 ]        |
| 2015 | Adventure Gamers – Best Adventure of 2014                                     | Nominerad | [ 33 ] [ 34 ] |